# Marlis Spescha
Marlis Spescha (Disentis, 20 aprile 1967) è un'ex sciatrice alpina svizzera.

## Biografia
Specialista delle prove veloci, in Coppa Europa nella stagione 1986-1987 vinse la classifica di discesa libera, mentre in Coppa del Mondo ottenne il primo piazzamento l'8 marzo 1987 a Calgary nella medesima specialità (8ª): tale risultato sarebbe rimasto il migliore della Spescha nel massimo circuito internazionale, bissato il 18 gennaio 1991 a Méribel sempre in discesa libera. Si ritirò al termine della stagione 1991-1992 e il suo ultimo piazzamento agonistico fu il 21º posto ottenuto nella discesa libera dei XVI Giochi olimpici invernali di Albertville 1992, sua unica presenza olimpica; non ottenne piazzamenti ai Campionati mondiali.

## Palmarès

### Coppa del Mondo
- Miglior piazzamento in classifica generale: 66ª nel 1987

### Coppa Europa
- Miglior piazzamento in classifica generale: 12ª nel 1987
- Vincitrice della classifica di discesa libera nel 1987

### Campionati svizzeri
- 1 medaglia (dati parziali, dalla stagione 1988-1989):
  - 1 oro (combinata[senza fonte] nel 1989)